# Городище (пам'ятка природи, Обухівський район)
«Городище» — комплексна пам'ятка природи місцевого значення. 
Пам’ятка розташовується в Обухівському районі. Входить в адміністративні межі Германівської сільської ради. Пам’ятку оголошено рішенням 25 сесії Київської обласної ради V скликання від 23 липня 2009 р. № 490-25-V.

## Опис
Об’єкт є вершиною гори, на якій знаходиться власне городище. Територія зайнята дібровою штучного походження віком приблизно
30-40 років. Під пологом дубу звичайного сформувався природний травостій, до якого входять такі цінні лікарські рослини, як материнка, звіробій продірявлений, холодок лікарський, ластовень лікарський, парило звичайне, суниці лісові, підмаренник справжній, очиток Руптехта. Зростають також зірочник лісовий, ряст порожнистий, фіалка дивна. 
Підлісок утворюють клен гостролистий, граб звичайний, шипшина собача, бруслина бородавчаста. Діброву оточують схили, на яких зростають граб звичайний, осока та клен гостролистий.
В урочищі трапляється жук-олень, занесений до Червоної книги України. Амфібії представлені ропухою звичайною та жабою гостромордою. Серед плазунів трапляється вуж звичайний. З птахів тут мешкають зяблик, два види синиць, славки, вівчарики, повзик, дрозди, шпак, сорока, сойка, крук, три види дятлів. Із ссавців тут трапляються вивірка звичайна та низка типових видів гризунів.

## Галерея

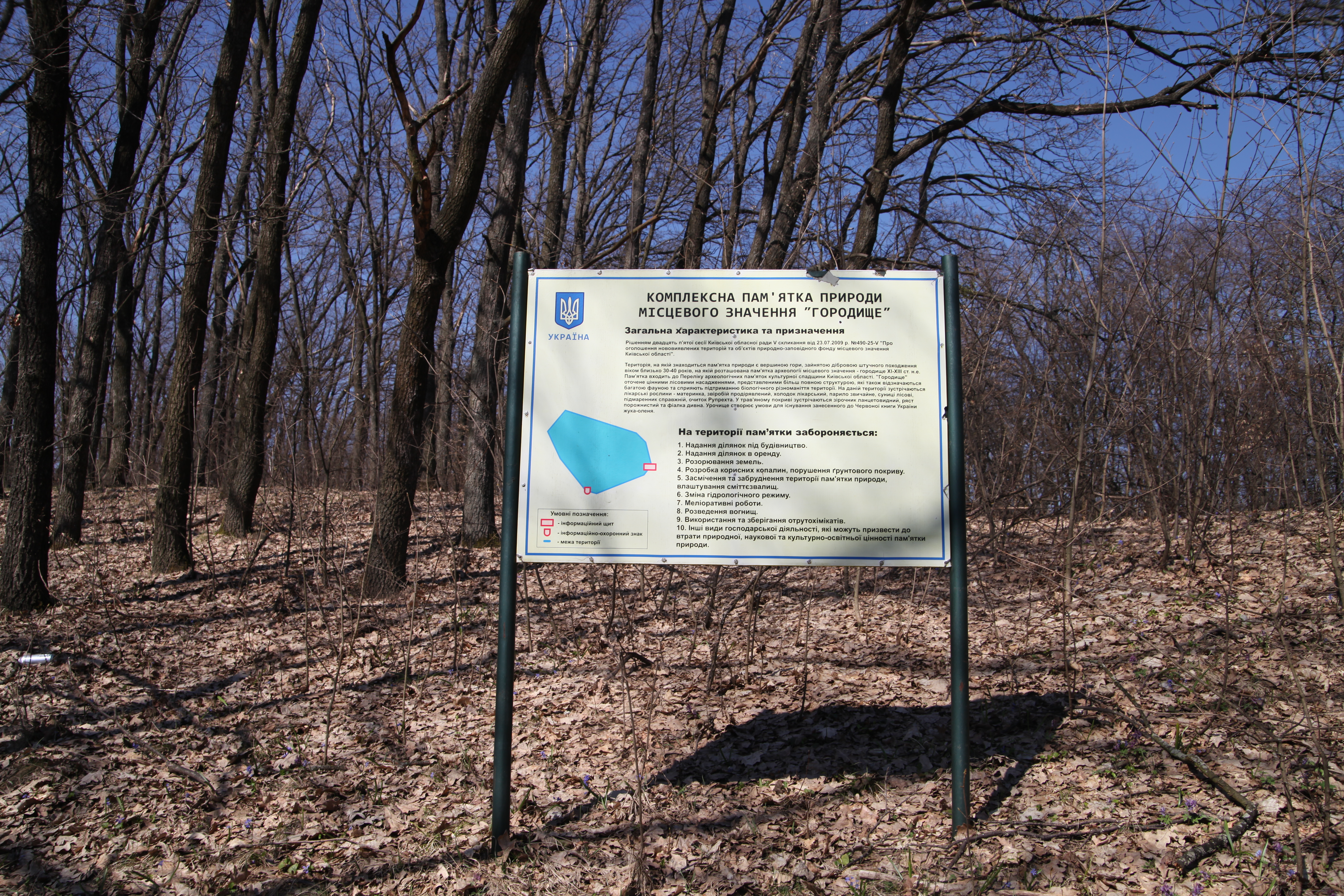
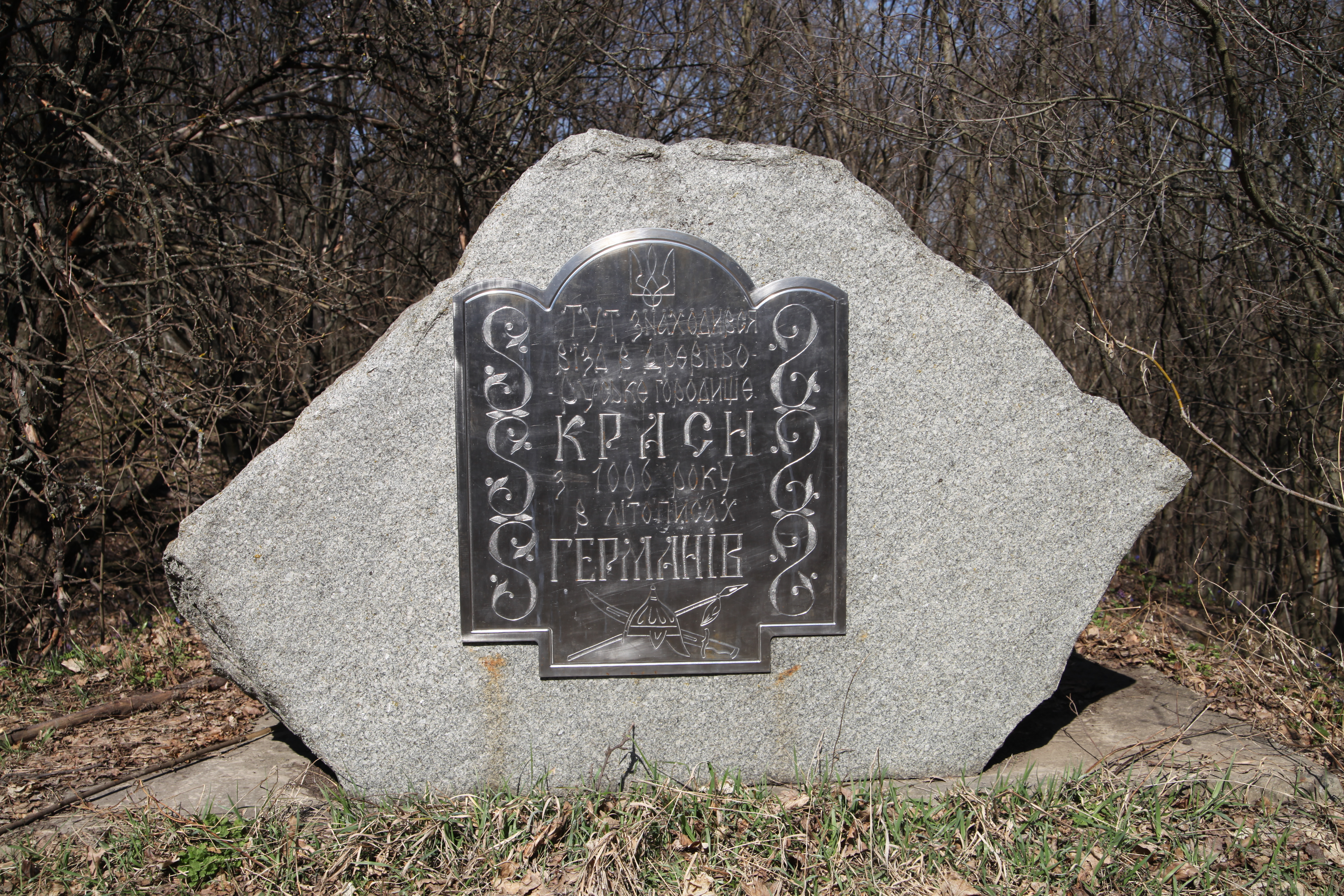
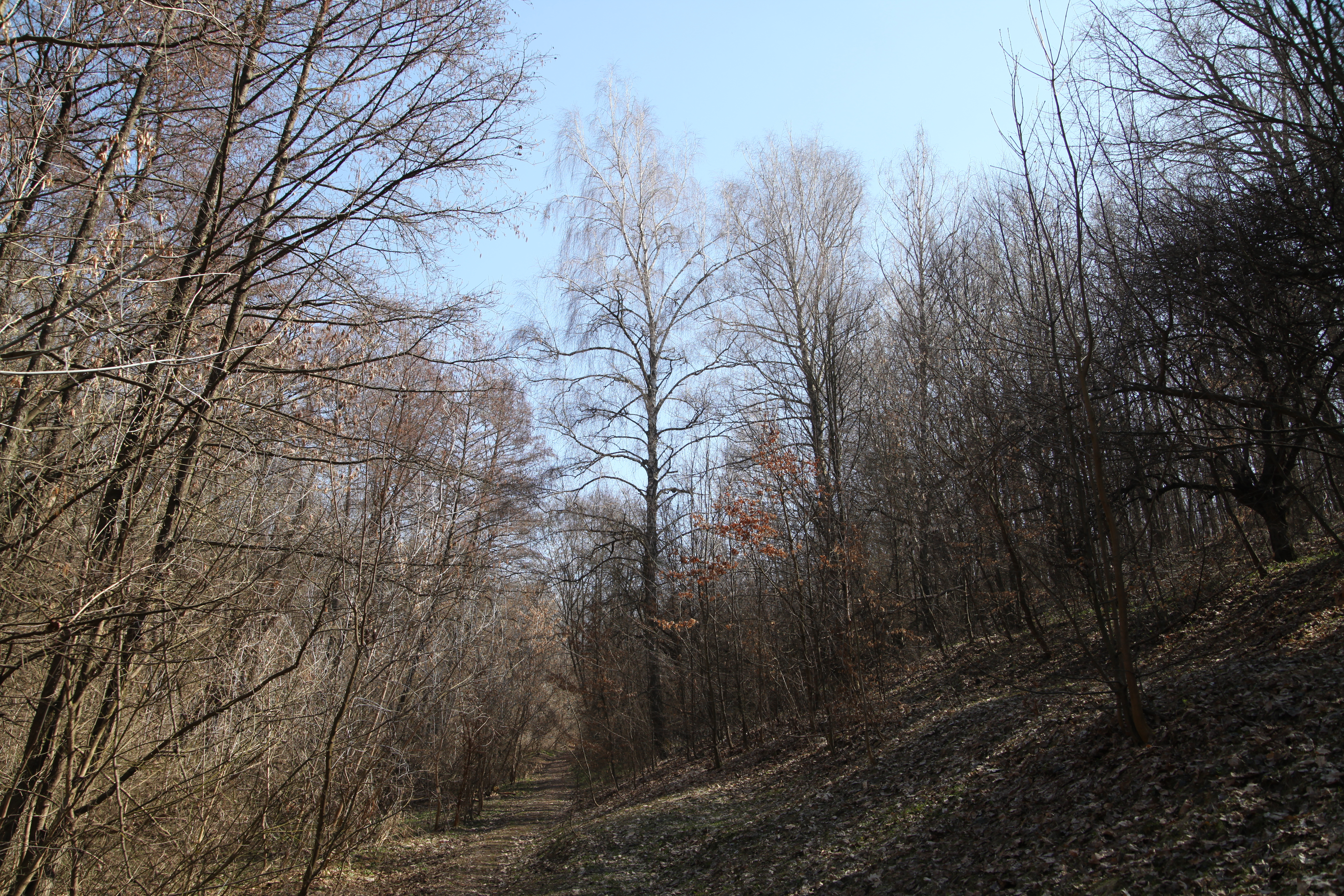
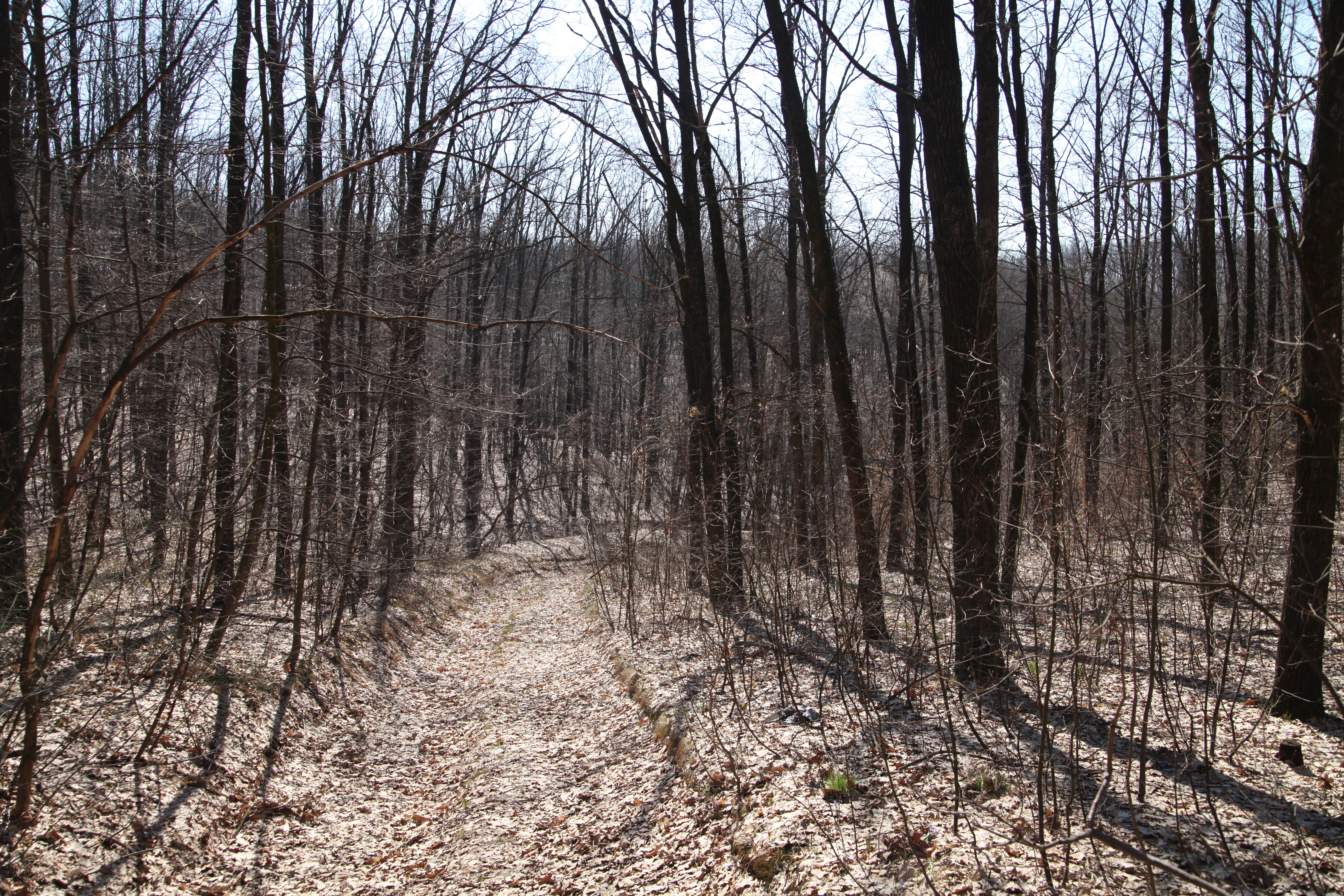